# بول تورنر
بول تورنر (بالإنجليزية: Paul Turner)‏ هو عازف جاز وكاتب أغاني وعازف قيثارة بريطاني، ولد في 11 مارس 1968 في سندرلاند في المملكة المتحدة.